# Tarczyn Wąskotorowy

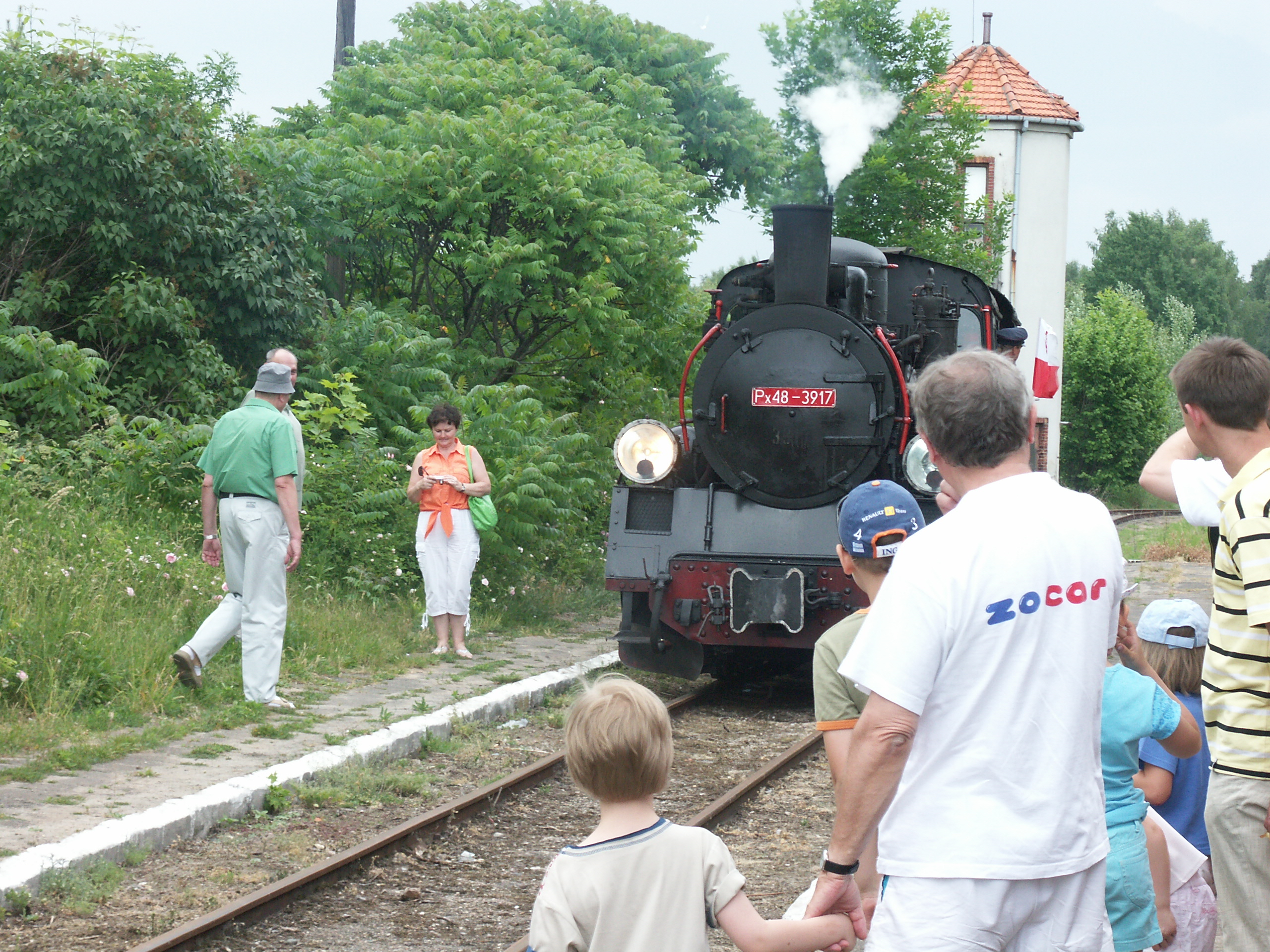
Stacja Tarczyn Wąskotorowy w dniu 08.06.2008 roku. Parowóz Px48 dokonuje zmiany czoła składu podczas wycieczki.

Tarczyn Wąskotorowy – wąskotorowa stacja kolejowa w Rudzie, w gminie Tarczyn, w powiecie piaseczyńskim, w województwie mazowieckim, w Polsce. Nazwa stacji pochodzi od miasta Tarczyn położonego 2,8 km na zachód od stacji.
Stację kolejową oddano do użytku 10 kwietnia 1914 pod nazwą Tarczyn, wraz z odcinkiem linii wąskotorowej pomiędzy Gołkowem a Grójcem. Budynek dworcowy został wybudowany w 1913 roku po zachodniej stronie torów kolejowych według projektu Konstantego Jakimowicza. W obrębie stacji znajdowała się stacja wodna z wieżą ciśnień, warsztat do naprawy wagonów towarowych oraz mijanka. W 1954 roku zmieniono nazwę stacji na Tarczyn Wąskotorowy po otwarciu nowej stacji Tarczyn na normalnotorowej linii kolejowej nr 12.
Do 1 lipca 1991 stacja obsługiwała rozkładowy ruch pasażerski,
zaś od 2002 roku jest wykorzystywana w obsłudze ruchu turystycznego jako stacja końcowa dla pociągów kursujących z Piaseczna. Po zamknięciu ruchu rozkładowego budynek dworca pełni funkcje mieszkaniowe.